# Mistrovství Evropy ve volejbale mužů 2007
25. mistrovství Evropy ve volejbale mužů se konalo ve dnech 6. – 16. září v Rusku.
Turnaje se zúčastnilo 16 družstev, rozdělených do čtyř čtyřčlenných skupin. První tři mužstva z každé skupiny postoupila do dvou čtvrtfinálových skupin. Týmy z prvního a druhého místa postoupily do play off. Mistrem Evropy se stali volejbalisté Španělska.

## Pořadatelská města
| Petrohrad | Moskva     |
| Jubilejny | Olympijski |
| Jubilejny |            |

## Kvalifikace
| Pořadatel - Rusko | Přímý postup z ME 2005 - Itálie - Francie - Polsko - Řecko - Španělsko - Srbsko | Postup z Kvalifikace - Belgie - Bulharsko - Finsko - Chorvatsko - Německo - Nizozemsko - Slovensko - Slovinsko - Turecko |

## Výsledky a tabulky

### Základní část

#### Skupina A (Petrohrad)
| Datum   | Čas   | Zápas                | Výsledek | Sety  | Sety  | Sety  | Sety  | Sety  | Míče    |
| Datum   | Čas   | Zápas                | Výsledek | 1     | 2     | 3     | 4     | 5     | Míče    |
| ------- | ----- | -------------------- | -------- | ----- | ----- | ----- | ----- | ----- | ------- |
| 6. září | 17:30 | Nizozemsko - Srbsko  | 0:3      | 23:25 | 21:25 | 18:25 |       |       | 62:75   |
| 7. září | 15:00 | Řecko - Nizozemsko   | 3:2      | 25:20 | 22:25 | 19:25 | 25:19 | 15:13 | 106:102 |
| 7. září | 20:00 | Srbsko - Německo     | 1:3      | 25:22 | 21:25 | 20:25 | 17:25 |       | 83:97   |
| 8. září | 17:30 | Německo - Řecko      | 3:0      | 25:17 | 25:19 | 25:15 |       |       | 75:51   |
| 9. září | 15:00 | Německo - Nizozemsko | 0:3      | 15:25 | 24:26 | 19:25 |       |       | 58:76   |
| 9. září | 20:00 | Srbsko - Řecko       | 3:1      | 25:23 | 25:23 | 24:26 | 25:22 |       | 99:94   |

| Poř | Země       | Body | Zápasy | Výhry | Prohry | Sety | Ratio | Míče    | Ratio |
| --- | ---------- | ---- | ------ | ----- | ------ | ---- | ----- | ------- | ----- |
| 1.  | Srbsko     | 5    | 3      | 2     | 1      | 7:4  | 1.750 | 257:253 | 1.016 |
| 2.  | Německo    | 5    | 3      | 2     | 1      | 6:4  | 1.500 | 230:210 | 1.095 |
| 3.  | Nizozemsko | 4    | 3      | 1     | 2      | 5:6  | 0.833 | 240:239 | 1.004 |
| 4.  | Řecko      | 4    | 3      | 1     | 2      | 4:8  | 0.500 | 251:276 | 0.909 |

#### Skupina B (Moskva)
| Datum   | Čas   | Zápas            | Výsledek | Sety  | Sety  | Sety  | Sety  | Sety  | Míče    |
| Datum   | Čas   | Zápas            | Výsledek | 1     | 2     | 3     | 4     | 5     | Míče    |
| ------- | ----- | ---------------- | -------- | ----- | ----- | ----- | ----- | ----- | ------- |
| 6. září | 17:30 | Belgie - Rusko   | 0:3      | 17:25 | 20:25 | 22:25 |       |       | 59:75   |
| 7. září | 15:00 | Polsko - Belgie  | 1:3      | 22:25 | 25:23 | 14:25 | 24:26 |       | 83:99   |
| 7. září | 20:00 | Rusko - Turecko  | 3:0      | 25:20 | 25:17 | 25:18 |       |       | 75:55   |
| 8. září | 17:30 | Turecko - Polsko | 1:3      | 25:20 | 18:25 | 20:25 | 11:25 |       | 74:95   |
| 9. září | 15:00 | Turecko - Belgie | 2:3      | 27:25 | 25:21 | 29:31 | 23:25 | 10:15 | 114:117 |
| 9. září | 20:00 | Rusko - Polsko   | 3:0      | 25:22 | 25:23 | 25:14 |       |       | 75:59   |

| Poř | Země    | Body | Zápasy | Výhry | Prohry | Sety | Ratio | Míče    | Ratio |
| --- | ------- | ---- | ------ | ----- | ------ | ---- | ----- | ------- | ----- |
| 1.  | Rusko   | 6    | 3      | 3     | 0      | 9:0  | MAX   | 225:173 | 1.301 |
| 2.  | Belgie  | 5    | 3      | 2     | 1      | 6:6  | 1.000 | 275:274 | 1.004 |
| 3.  | Polsko  | 4    | 3      | 1     | 2      | 4:7  | 0.571 | 239:248 | 0.964 |
| 4.  | Turecko | 3    | 3      | 0     | 3      | 3:9  | 0.333 | 243:287 | 0.847 |

#### Skupina C (Petrohrad)
| Datum   | Čas   | Zápas                 | Výsledek | Sety  | Sety  | Sety  | Sety  | Sety | Míče    |
| Datum   | Čas   | Zápas                 | Výsledek | 1     | 2     | 3     | 4     | 5    | Míče    |
| ------- | ----- | --------------------- | -------- | ----- | ----- | ----- | ----- | ---- | ------- |
| 6. září | 15:00 | Slovinsko - Španělsko | 1:3      | 25:16 | 20:25 | 21:25 | 18:25 |      | 84:91   |
| 6. září | 20:00 | Slovensko - Francie   | 1:3      | 23:25 | 23:25 | 26:24 | 15:25 |      | 87:99   |
| 7. září | 17:30 | Slovensko - Slovinsko | 3:1      | 21:25 | 25:21 | 34:32 | 27:25 |      | 107:103 |
| 8. září | 15:00 | Španělsko - Slovensko | 3:0      | 25:15 | 25:16 | 25:20 |       |      | 75:51   |
| 8. září | 20:00 | Francie - Slovinsko   | 3:0      | 25:17 | 25:18 | 25:13 |       |      | 75:48   |
| 9. září | 17:30 | Španělsko - Francie   | 3:0      | 25:22 | 25:23 | 25:22 |       |      | 75:67   |

| Poř | Země      | Body | Zápasy | Výhry | Prohry | Sety | Ratio | Míče    | Ratio |
| --- | --------- | ---- | ------ | ----- | ------ | ---- | ----- | ------- | ----- |
| 1.  | Španělsko | 6    | 3      | 3     | 0      | 9:1  | 9.000 | 241:202 | 1.193 |
| 2.  | Francie   | 5    | 3      | 2     | 1      | 6:4  | 1.500 | 241:210 | 1.148 |
| 3.  | Slovensko | 4    | 3      | 1     | 2      | 4:7  | 0.571 | 245:277 | 0.884 |
| 4.  | Slovinsko | 3    | 3      | 0     | 3      | 2:9  | 0.222 | 235:273 | 0.861 |

#### Skupina D (Moskva)
| Datum   | Čas   | Zápas                  | Výsledek | Sety  | Sety  | Sety  | Sety  | Sety  | Míče    |
| Datum   | Čas   | Zápas                  | Výsledek | 1     | 2     | 3     | 4     | 5     | Míče    |
| ------- | ----- | ---------------------- | -------- | ----- | ----- | ----- | ----- | ----- | ------- |
| 6. září | 15:00 | Chorvatsko - Bulharsko | 2:3      | 26:24 | 25:23 | 12:25 | 20:25 | 10:15 | 93:112  |
| 6. září | 20:00 | Finsko - Itálie        | 2:3      | 21:25 | 18:25 | 25:21 | 25:22 | 13:15 | 102:108 |
| 7. září | 17:30 | Chorvatsko - Finsko    | 1:3      | 22:25 | 26:28 | 28:26 | 14:25 |       | 90:104  |
| 8. září | 15:00 | Bulharsko - Finsko     | 0:3      | 22:25 | 26:28 | 23:25 |       |       | 71:78   |
| 8. září | 20:00 | Itálie - Chorvatsko    | 3:1      | 26:24 | 23:25 | 25:23 | 25:18 |       | 99:90   |
| 9. září | 17:30 | Itálie - Bulharsko     | 0:3      | 20:25 | 18:25 | 21:25 |       |       | 59:75   |

| Poř | Země       | Body | Zápasy | Výhry | Prohry | Sety | Ratio | Míče    | Ratio |
| --- | ---------- | ---- | ------ | ----- | ------ | ---- | ----- | ------- | ----- |
| 1.  | Finsko     | 5    | 3      | 2     | 1      | 8:4  | 2.000 | 284:269 | 1.056 |
| 2.  | Bulharsko  | 5    | 3      | 2     | 1      | 6:5  | 1.200 | 259:230 | 1.122 |
| 3.  | Itálie     | 5    | 3      | 2     | 1      | 6:6  | 1.000 | 266:267 | 0.996 |
| 4.  | Chorvatsko | 3    | 3      | 0     | 3      | 4:9  | 0.444 | 273:315 | 0.867 |

### Čtvrtfinále

#### Skupina E (Petrohrad)
| Datum    | Čas   | Zápas                  | Výsledek | Sety  | Sety  | Sety  | Sety  | Sety  | Míče    |
| Datum    | Čas   | Zápas                  | Výsledek | 1     | 2     | 3     | 4     | 5     | Míče    |
| -------- | ----- | ---------------------- | -------- | ----- | ----- | ----- | ----- | ----- | ------- |
| 11. září | 15:00 | Nizozemsko - Španělsko | 1:3      | 13:25 | 25:20 | 22:25 | 25:25 |       | 93:95   |
| 11. září | 17:30 | Srbsko - Francie       | 3:2      | 25:23 | 22:25 | 25:23 | 33:35 | 15:12 | 120:118 |
| 11. září | 20:00 | Německo - Slovensko    | 3:0      | 25:23 | 25:15 | 25:16 |       |       | 75:54   |
| 12. září | 15:00 | Nizozemsko - Francie   | 3:2      | 25:11 | 25:23 | 21:25 | 20:25 | 15:12 | 106:96  |
| 12. září | 17:30 | Německo - Španělsko    | 1:3      | 19:25 | 25:15 | 24:26 | 24:26 |       | 92:92   |
| 12. září | 20:00 | Srbsko - Slovensko     | 3:0      | 25:18 | 25:23 | 25:23 |       |       | 75:64   |
| 13. září | 15:00 | Německo - Francie      | 3:0      | 25:14 | 25:22 | 25:21 |       |       | 75:57   |
| 13. září | 17:30 | Srbsko - Španělsko     | 2:3      | 24:26 | 19:25 | 26:24 | 25:22 | 10:15 | 104:112 |
| 13. září | 20:00 | Nizozemsko - Slovensko | 3:1      | 30:28 | 22:25 | 25:18 | 25:17 |       | 102:88  |

| Poř | Země       | Body | Zápasy | Výhry | Prohry | Sety | Ratio | Míče    | Ratio |
| --- | ---------- | ---- | ------ | ----- | ------ | ---- | ----- | ------- | ----- |
| 1.  | Španělsko  | 10   | 5      | 5     | 0      | 15:4 | 3.350 | 449:406 | 1.106 |
| 2.  | Srbsko     | 8    | 5      | 3     | 2      | 12:8 | 1.500 | 457:453 | 1.009 |
| 3.  | Německo    | 8    | 5      | 3     | 2      | 10:7 | 1.429 | 397:362 | 1.097 |
| 4.  | Nizozemsko | 8    | 5      | 3     | 2      | 10:9 | 1.111 | 438:412 | 1.063 |
| 5.  | Francie    | 6    | 5      | 1     | 4      | 7:13 | 0.538 | 437:463 | 0.944 |
| 6.  | Slovensko  | 5    | 5      | 0     | 5      | 2:15 | 0.133 | 344:426 | 0.808 |

### Skupina F (Moskva)
| Datum    | Čas   | Zápas              | Výsledek | Sety  | Sety  | Sety  | Sety  | Sety  | Míče    |
| Datum    | Čas   | Zápas              | Výsledek | 1     | 2     | 3     | 4     | 5     | Míče    |
| -------- | ----- | ------------------ | -------- | ----- | ----- | ----- | ----- | ----- | ------- |
| 11. září | 15:00 | Polsko - Finsko    | 0:3      | 20:25 | 27:29 | 21:25 |       |       | 68:79   |
| 11. září | 17:30 | Belgie - Itálie    | 0:3      | 22:25 | 21:25 | 23:25 |       |       | 66:75   |
| 11. září | 20:00 | Rusko - Bulharsko  | 3:0      | 25:22 | 25:18 | 25:21 |       |       | 75:61   |
| 12. září | 15:00 | Belgie - Finsko    | 1:3      | 25:21 | 17:25 | 23:25 | 21:25 |       | 86:96   |
| 12. září | 17:30 | Polsko - Bulharsko | 2:3      | 20:25 | 25:16 | 24:26 | 25:21 | 13:15 | 107:103 |
| 12. září | 20:00 | Rusko - Itálie     | 3:2      | 25:21 | 25:15 | 20:25 | 19:25 | 15:10 | 104:96  |
| 13. září | 15:00 | Belgie - Bulharsko | 1:3      | 25:22 | 23:25 | 23:25 | 17:25 |       | 88:97   |
| 13. září | 17:30 | Polsko - Itálie    | 2:3      | 23:25 | 23:25 | 28:26 | 25:20 | 9:15  | 108:111 |
| 13. září | 20:00 | Rusko - Finsko     | 3:2      | 22:25 | 28:26 | 22:25 | 25:16 | 15:8  | 112:100 |

| Poř | Země      | Body | Zápasy | Výhry | Prohry | Sety  | Ratio | Míče    | Ratio |
| --- | --------- | ---- | ------ | ----- | ------ | ----- | ----- | ------- | ----- |
| 1.  | Rusko     | 10   | 5      | 5     | 0      | 15:4  | 3.750 | 441:375 | 1.176 |
| 2.  | Finsko    | 8    | 5      | 3     | 2      | 13:7  | 1.857 | 455:445 | 1.022 |
| 3.  | Itálie    | 8    | 5      | 3     | 2      | 11:10 | 1.100 | 449:455 | 0.987 |
| 4.  | Bulharsko | 8    | 5      | 3     | 2      | 9:9   | 1.000 | 407:407 | 1.000 |
| 5.  | Belgie    | 6    | 5      | 1     | 4      | 5:13  | 0.385 | 398:428 | 0.930 |
| 6.  | Polsko    | 5    | 5      | 0     | 5      | 5:15  | 0.333 | 427:467 | 0.914 |

### Play off (Moskva)

#### Semifinále
| 15. září | 17:30 | Španělsko - Finsko | 3:2 | 25:23 | 19:25 | 22:25 | 26:24 | 15:10 | 107:107 |
| 15. září | 20:00 | Rusko - Srbsko     | 3:0 | 27:25 | 25:22 | 25:15 |       |       | 77:62   |

#### Finále
| 16. září | 18:00 | Španělsko - Rusko | 3:2 | 25:18 | 20:25 | 24:26 | 30:28 | 16:14 | 115:111 |

#### O 3. místo
| 16. září | 15:30 | Finsko - Srbsko | 1:3 | 18:25 | 25:23 | 21:25 | 16:25 |  | 80:98 |

## Přehled nejlepších hráčů
- Nejužitečnější hráč:  Semen Poltavskij
- Nejvíce bodující hráč:  Ivan Miljković
- Nejlepší útočník:  Jurij Běrežko
- Nejlepší blokař: José Luis Moltó
- Nejlépe podávající hráč:  Semen Poltavskij
- Nejlepší nahrávač:  Vadim Chamutskich
- Nejlepší Libero:  Alexej Verbov

## Mistři Evropy
1.  Španělsko
| - Rafael Pascual - Ibán Pérez - José Luis Lobato - Manuel Sevillano | - Guillermo Hernán - Miguel Ángel Falasca - Javier Subiela - Guillermo Falasca | - José Luis Moltó - Julián García-Torres - Enrique de la Fuente - Israel Rodríguez |

Trenér: Andrea Anastasi

2.  Rusko
| - Semen Poltavskiy - Alexander Kosarev - Pavel Kruglov - Pavel Abramov | - Sergey Grankin - Sergey Tetyukhin - Vadim Khamuttskikh - Yury Berezhko | - Alexej Ostapenko - Alexander Volkov - Alexey Verbov - Alexey Kuleshov |

3.  Srbsko a Černá Hora
| - Nikola Kovačević - Bojan Janić - Vlado Petković - Slobodan Boškan | - Dragan Stanković - Marko Samardžić - Nikola Grbić - Miloš Nikić | - Andrija Gerić - Ivan Miljković - Saša Starović - Marko Podraščanin |

## Konečné pořadí
| 25.              | Mistrovství Evropy 2007 | Z | V | P | Sety  | B  |
| ---------------- | ----------------------- | - | - | - | ----- | -- |
| Zlatá medaile    | Španělsko               | 8 | 8 | 0 | 24:9  | 16 |
| Stříbrná medaile | Rusko                   | 8 | 7 | 1 | 23:7  | 15 |
| Bronzová medaile | Srbsko                  | 8 | 5 | 3 | 18:12 | 13 |
| 4.               | Finsko                  | 8 | 4 | 4 | 14:12 | 12 |
| 5.               | Německo                 | 6 | 4 | 2 | 13:7  | 10 |
| 6.               | Itálie                  | 6 | 4 | 2 | 14:11 | 10 |
| 7.               | Nizozemsko              | 6 | 3 | 3 | 12:12 | 9  |
| 8.               | Bulharsko               | 6 | 4 | 2 | 12:11 | 10 |
| 9.               | Francie                 | 6 | 2 | 4 | 10:13 | 8  |
| 10.              | Belgie                  | 6 | 2 | 4 | 8:15  | 8  |
| 11.              | Polsko                  | 6 | 1 | 5 | 8:16  | 7  |
| 12.              | Slovensko               | 6 | 1 | 5 | 5:16  | 7  |
| 13.              | Řecko                   | 3 | 1 | 2 | 4:8   | 4  |
| 14.              | Chorvatsko              | 3 | 0 | 3 | 4:9   | 3  |
| 15.              | Turecko                 | 3 | 0 | 3 | 3:9   | 3  |
| 16.              | Slovinsko               | 3 | 0 | 3 | 2:9   | 3  |